# جارود ماكراكين
جارود ماكراكين (بالإنجليزية: Jarrod McCracken)‏ هو لاعب دوري الرغبي نيوزيلندي، ولد في 27 مارس 1970 في نيوزيلندا.